# Dusona marmorata
Dusona marmorata là một loài tò vò trong họ Ichneumonidae.